# Podlesie (powiat słupecki)
Podlesie – osada w Polsce położona w województwie wielkopolskim, w powiecie słupeckim, w gminie Orchowo.
W latach 1975–1998 miejscowość administracyjnie należała do województwa konińskiego.